# Ethobuella
Ethobuella là một chi nhện trong họ Hahniidae.